# Neobisium trentinum
Neobisium trentinum es una especie de arácnido del orden Pseudoscorpionida de la familia Neobisiidae.
Presenta las subespecies:
- Neobisium trentinum ghidinii
- Neobisium trentinum trentinum

## Distribución geográfica
Se encuentra en Italia.